# Satartia
Satartia es una villa del Condado de Yazoo, Misisipi, Estados Unidos. Según el censo de 2000 contaba con una población de 68 habitantes y una densidad de población de 175.0 hab/km².

## Demografía
Según el censo de 2000, había 68 personas, 28 hogares y 22 familias residiendo en la localidad. La densidad de población era de 175,0 hab./km². Había 32 viviendas con una densidad media de 82,4 viviendas/km². El 85,29% de los habitantes eran blancos y el 14,71% afroamericanos. 
Según el censo, de los 28 hogares en el 25,0% había menores de 18 años, el 64,3% pertenecía a parejas casadas, el 10,7% tenía a una mujer como cabeza de familia y el 17,9% no eran familias. El 14,3% de los hogares estaba compuesto por un único individuo y el 10,7% pertenecía a alguien mayor de 65 años viviendo solo. El tamaño promedio de los hogares era de 2,43 personas y el de las familias de 2,70.
La población estaba distribuida en un 17,6% de habitantes menores de 18 años, un 5,9% entre 18 y 24 años, un 22,1% de 25 a 44, un 38,2% de 45 a 64 y un 16,2% de 65 años o mayores. La media de edad era 50 años. Por cada 100 mujeres había 106,1 hombres. Por cada 100 mujeres de 18 años o más, había 100,0 hombres.
Los ingresos medios por hogar en la localidad eran de 36.875 dólares ($) y los ingresos medios por familia eran 43.500 $. Los hombres tenían unos ingresos medios de 28.750 $ frente a los 38.333 $ para las mujeres. La renta per cápita para la ciudad era de 17.073 $. El 4,7% de la población estaban por debajo del umbral de pobreza. El 17,6% de los habitantes de 65 años o más vivían por debajo del umbral de pobreza.

## Geografía
Según la Oficina del Censo de los Estados Unidos, la localidad tiene un área total de 0,4 km², todos ellos correspondientes a tierra firme.